# Savage Model 24
Le Savage Model 24 est un fusil à pompe américain fabriqué par Savage Arms. Le modèle de base .22 LR sur calibre .410 pèse 3,2 kg, a des canons de 60,96 cm et une longueur totale de 104,14 cm. Il peut également être démonté pour faciliter le stockage.

## Histoire
Le Savage Model 24 est introduit par Stevens Arms sous le nom de Model 22-410 en 1938. Pendant la Seconde Guerre mondiale, l'United States Army Air Corps achète quelque 15 000 modèles 22-410 pour les utiliser comme armes de survie.
En 1950, Stevens cesse de fabriquer le 22-410 et Savage introduit la même arme sous le nom de Model 24,. Au cours de ses nombreuses années de production, il est fabriqué dans un certain nombre de versions, y compris un modèle à poignée pistolet qui ne mesure que 66 cm de long. Les canons des fusils supérieurs étaient chambrés non seulement en .22 LR, mais aussi en .22 WMR, .22 Hornet, .222 Rem, .223 Rem, .30-30 WCF, .357 Magnum et .357 Maximum. Les canons inférieurs étaient chambrés pour les calibre .410, calibre 20 et calibre 12. Ils étaient livrés avec des crosses en bois et en plastique, lesquelles pouvaient contenir des munitions supplémentaires,. Le Model 24 est abandonné en 2010.

## Conception
Les modèles Stevens et les premiers Savage ont une seule détente et un chien exposé, avec un sélecteur de canon sur le côté droit de la culasse (vers le haut pour le canon de la carabine et vers le bas pour le canon du fusil) et pas de sécurité manuelle. Les modèles plus récents avaient le sélecteur sur le dessus du chien exposé (avant/bas pour le canon de fusil et arrière/haut pour le canon de carabine) avec une sécurité de blocage de marteau à boulons croisés à travers la culasse,.

## Savage Model 242
Le Savage Model 242 est pratiquement identique au Model 24, sauf que les deux canons sont chambrés pour le calibre .410 avec des chokes FULL. Ces armes ont été fabriquées entre 1977 et 1981. Comme tous les modèles 24 ultérieurs, il utilise une seule détente et un seul chien exposé avec un levier de sélection du canon incorporé dans le chien. Il est également doté d'une crosse à carreaux et d'un viseur de fusil à percussion.

## Savage Model 42
Le fusil à pompe Savage Model 42 est introduit en 2012, en tant que successeur du Model 24. Les canons du modèle 42 sont longs de 50,8 centimètres et le canon supérieur tire des cartouches de calibre .22 LR ou .22 Magnum, tandis que le canon inférieur tire des cartouches de calibre .410. Il est équipé d'une mire réglable qui peut être retirée pour installer une lunette. En 2016, Savage Arms a introduit le modèle 42 « Takedown » qui se démonte en appuyant sur un seul bouton,.

## Savage Model 2400
Le Savage Model 2400 a été fabriqué par Valmet en Finlande et importé par Savage de 1975 à 1980. Il s'agit d'un modèle entièrement nouveau qui n'a que peu de points communs avec le modèle 24. Le 2400 est doté d'une conception sans chien Browning Superposed (en) et d'une seule détente. Le sélecteur de tir était un petit bouton poussoir situé sur la partie supérieure de la détente. Il était disponible en calibre 12 sur .308 Win ou en calibre 12 sur .222 Rem.

## Savage Model 389
Le Savage Model 389 est un fusil à pompe italien fabriqué pour Savage de 1988 à 1990. Comme le 2400, il est également doté d'un design hammerless. Cependant, le 389 a deux détentes et est disponible en calibre 12 (.308 Win ou .222 Rem).